# Liste d'animaux et de végétaux portant le nom d'une célébrité
Cette liste est sans doute incomplète et peut-être mal ordonnée. Votre aide est la bienvenue !
Dans la nomenclature biologique, il est accepté que le nom binominal d'une espèce soit choisi en l'honneur d'une personne. Ne sont pas listées ici les trop nombreuses espèces devant leur nom à un naturaliste.
|                   |  |         |
| Aleiodes shakirae |  | Shakira |

|                      |  |              |
| Anophthalmus hitleri |  | Adolf Hitler |

|                             |  |                |
| Aptostichus angelinajolieae |  | Angelina Jolie |

|              |  |                          |
| Barack Obama |  | Aptostichus barackobamai |

|                      |  |                |
| Jotus karllagerfeldi |  | Karl Lagerfeld |

|                    |  |              |
| Megachile chomskyi |  | Noam Chomsky |

|                   |  |                      |
| Benjamin Franklin |  | Franklinia alatamaha |

|            |  |                 |
| Bob Marley |  | Gnathia marleyi |

|                  |  |                      |
| Thomas Jefferson |  | Jeffersonia diphylla |

|                    |  |                |
| Litarachna lopezae |  | Jennifer Lopez |

|          |  |           |
| Lou Reed |  | Loureedia |

|                |  |                      |
| Nelson Mandela |  | Mandelia mirocornata |

|                         |  |               |
| Masiakasaurus knopfleri |  | Mark Knopfler |

|         |  |                      |
| Diogène |  | Petrochirus diogenes |

|                    |  |                                  |
| Victoria amazonica |  | La reine Victoria du Royaume-Uni |

Cette page est une liste de genres et d'espèces, animales ou végétales, portant le nom d'une célébrité.
- Aegrotocatellus jaggeri — Mick Jagger[1]
- Aesopichthys — Ésope[1]
- Ablerus longfellowi — Henry Longfellow[1]
- Agaporomorphus colberti — Stephen Colbert[2]
- Agathidium bushi — George W. Bush
- Agathidium cheneyi — Dick Cheney
- Agathidium rumsfeldi — Donald Rumsfeld
- Agra katewinsletae — Kate Winslet
- Agra liv — Liv Tyler
- Agra schwarzeneggeri — Arnold Schwarzenegger. En référence à la partie centrale des fémurs nettement développée chez les mâles de cette espèce, et donc ressemblant à des biceps, rappelant le physique de l'acteur[3]
- Aleiodes gaga — Lady Gaga[4]
- Aleiodes shakirae — Shakira[4]
- Albunea groeningi — Matt Groening[1]
- Aligheria — Dante Alighieri[1]
- Alviniconcha strummeri — Joe Strummer
- Amaurotoma zappa — Frank Zappa
- Anomphalus jaggerius — Mick Jagger
- Anophthalmus hitleri — Adolf Hitler[5]
- Aphonopelma johnnycashi — Johnny Cash[4]
- Aptostichus stephencolberti — Stephen Colbert
- Araniella villanii — Cédric Villani
- Arcticalymene viciousi — Sid Vicious[1]
- Arcticalymene rotteni — Johnny Rotten[1]
- Arcticalymene jonesi — Steve Jones[1]
- Arcticalymene cooki — Paul Cook[1]
- Arcticalymene matlocki — Glen Matlock[1]
- Arthurdactylus conandoylei — Arthur Conan Doyle. Trouvé dans une jungle similaire à celle servant de décor au Monde perdu[1].
- Attenborosaurus — David Attenborough. Plésiosaure « en honneur du naturaliste et réalisateur, dont la fascination d'enfance pour les plésiosaures liassiques a suscité une carrière brillante en journalisme scientifique. »
- Avahi cleesei (Avahi de Cleese) — John Cleese, ayant joué le rôle d'un gardien de zoo amoureux des lémuriens dans le film Créatures féroces, présenté un documentaire sur les lémurs, et étant impliqué dans la conservation de la vie sauvage.
- Avalanchurus simoni — Paul Simon
- Avalanchurus garfunkeli — Art Garfunkel
- Avalanchurus lennoni — John Lennon
- Avalanchurus starri — Ringo Starr
- Baeturia hardyi — Oliver Hardy[1]
- Baeturia laureli — Stan Laurel[1]
- Barbaturex morrisoni — Jim Morrison[4]
- Baru darrowi — Paul Darrow
- Beethovena — Ludwig van Beethoven[1]
- Bishopina mozarti — Wolfgang Amadeus Mozart[1]
- Bufonaria borisbeckeri — Boris Becker[1]
- Buddhaites — Buddha
- Bumba lennoni — John Lennon
- Caligula (Lépidoptère) — Caligula[6]
- Caloplaca obamae — Barack Obama[7]
- Calponia harrisonfordi — Harrison Ford
- Campsicnemius charliechaplini — Charlie Chaplin. Cette mouche meurt avec les pattes arquées[1],[8].
- Carlyleia — Thomas Carlyle[1]
- Cirolana mercuryi — Freddie Mercury. Isopode est-africain ainsi nommé pour « peut-être le chanteur et le musicien populaire le plus célèbre de Zanzibar. »
- Confuciusornis sanctus — Confucius. Dinosaure à plumes - « L'oiseau de saint Confucius ».
- Agathidium cortezi — Hernán Cortés[6]
- Crocidura roosevelti - Franklin Delano Roosevelt[9].
- Crocidura attila — Attila[6]
- Cryptocercus garciai — Jerry Garcia
- Daisya obriani — Patrick O'Brian. Espèce de charançons.
- Dalailama — Dalaï Lama. Lépidoptère du Tibet.
- Darwinilus sedarisi - Darwin et David Sedaris, espèce de Coléoptères
- Dendropsophus ozzyi - Ozzy Osbourne.
- Draculoides bramstokeri — Bram Stoker[1]
- Ducula carola — Charlotte Bonaparte, sœur de Napoléon Bonaparte.
- Emersonella — Ralph Waldo Emerson[1]
- Eristalis alleni — Paul Allen
- Equus grevyi — Jules Grévy
- Eristalis gatesi — Bill Gates
- Ernstmayria — Ernst Mayr
- Fernandocrambus chopinellus — Frédéric Chopin[1]
- Franklinia alatamaha  — Benjamin Franklin
- Funkotriplogynium iagobadius — James Brown. En latin, iago signifie James et badius veut dire brown
- Garylarsonus — Gary Larson[1]
- Gnathia beethoveni — Ludwig van Beethoven[1]
- Gnathia marleyi —  Bob Marley
- Goethaeana — Johann Goethe[1]
- Goethaeana shakespearei — Johann Goethe et William Shakespeare[1]
- Hellinsia pizarroi — Francisco Pizarro[6]
- Heteropoda davidbowie — David Bowie
- Hyla stingi — Sting. Grenouille arboricole colombienne nommée en reconnaissance envers le chanteur pour son travail pour la forêt humide.
- Idiogramma elbakyanae — Alexandra Elbakyan
- Idiomacromerus longfellowi — Henry Longfellow[1]
- Jeffersonia diphylla — Thomas Jefferson
- Jenghizkhan — Genghis Khan[6]
- Jotus karllagerfeldi — Karl Lagerfeld[10]
- Keatsia — John Keats[1]
- Kerygmachela kierkegaardi — Søren Kierkegaard
- Legionella shakespearei — William Shakespeare[1]
- Lemmysuchus — Lemmy Kilmister, le chanteur de Motörhead
- Lutheria — Martin Luther
- Mackenziurus johnnyi — Johnny Ramone
- Mackenziurus joeyi — Joey Ramone
- Mackenziurus deedeei — Dee Dee Ramone
- Mackenziurus ceejayi — C. J. Ramone
- Masiakasaurus knopfleri — Mark Knopfler
- Mastophora dizzydeani — Dizzy Dean, joueur de baseball. L'araignée utilise une boule collante à l'extrémité d'un fil pour attraper sa proie[1].
- Marxella — Karl Marx
- Mercurana myristicapalustris — Freddie Mercury[4]
- Mesoparapylocheles michaeljacksoni - Michael Jackson
- Microchilo elgrecoi — El Greco[1]
- Microchilo murilloi — Bartolomé Esteban Murillo[1]
- Milesdavis — Miles Davis
- Mozartella beethoveni — Wolfgang Amadeus Mozart et Ludwig van Beethoven[1]
- Myrmekiaphila neilyoungi — Neil Young
- Nannaria swiftae — Taylor Swift
- Neopalpa donaldtrumpi — Donald Trump
- Norasaphus monroeae — Marilyn Monroe. Trilobite avec un glabella en forme de sablier.
- Notiospathius johnlennoni — John Lennon
- Orectochilus orbisonorum — Roy Orbison et sa veuve Barbara Orbison. Coléoptère d'Inde de la famille des Gyrinidae.
- Orontobia dalailama — Dalaï Lama. Lépidoptère de la famille des Erebidae, du Tibet.
- Orsonwelles — Orson Welles.
- Pachygnatha zappa — Frank Zappa. Araignée à toile circulaire, qui a une marque noire sous l'opisthosome rappelant la moustache de Frank Zappa.
- Papasula abbotti costelloi — Lou Costello[11],[12] (fait allusion à Abbott et Costello - bien que l'espèce fut nommée abbotti en honneur de William Louis Abbott)
- Perirehaedulus richardsi — Keith Richards
- Petrochirus diogenes — Diogène de Sinope
- Petula — Petula Clark[1], genre de lépidoptères de la famille des Tineidae
- Phanaeus changdiazi — Dr Franklin Chang-Díaz. physicien américo-portoricain et ancien astronaute de la NASA.
- Pheidole harrisonfordi — Harrison Ford
- Phialella zappai — Frank Zappa. Une méduse nommée en l'honneur de Frank Zappa. « Il n'y a rien que j'aimerais mieux qu'avoir une méduse baptisée à mon nom » - Frank Zappa.
- Platoninae — Platon
- Plutarchia — Plutarque[1]
- Podocyrtis goetheana — Johann Goethe[1]
- Trachypithecus francoisi — Auguste François
- Preseucoila imallshookupis — Elvis Presley. Et le nom spécifique est pour une de ses chansons.
- Psephophorus terrypratchetti — Terry Pratchett. Il a écrit une série de livres fantasy fondés sur un monde porté sur le dos d'une tortue géante[1].
- Pseudoparamys cezannei — Paul Cézanne[1]
- Raphaelana — Raphael[1]
- Richteria — Jean Richter[1]
- Rochlingia hitleri — Hermann Röchling et Adolf Hitler[6]
- Rostropria garbo — Greta Garbo. Guèpe de la famille des Diapriidae, décrite comme une « femelle solitaire ».
- Rubus mussolinii — Benito Mussolini[6]
- Salinoctomys loschalchalerosorum — Los Chalchaleros[1]
- Sappho — Sappho[1]
- Scaptia beyonceae — Beyoncé Knowles[13]
- Serendipaceratops arthurcclarkei — Arthur C. Clarke[1]
- Serratoterga garylarsoni — Gary Larson[1]
- Shakespearia — William Shakespeare[1]
- Stasimopus mandelai — Nelson Mandela
- Strigiphilus garylarsoni — Gary Larson[1]
- Struszia mccartneyi — Paul McCartney
- Sylvilagus palustris hefneri — Hugh Hefner (Sylvilagus est un genre de lapins)
- Synalpheus pinkfloydi — Pink Floyd
- Tetragramma donaldtrumpi — Donald Trump (c'est un oursin éteint.)[14]
- Thoreauia — Henry David Thoreau[1]
- Trimeresurus salazar, Mirza et al., 2020 — Salazar Serpentard, de la saga Harry Potter écrite par J.K. Rowling. C'est un crotale vert (sous-famille Crotalinae de la famille des Viperidae).
- Underwoodisaurus milii — Pierre Bernard Milius
- Victoria amazonica - la reine d'Angleterre Victoria
- Xanthosomnium froesei — Edgar Froese. « Xanthosomnium » est une traduction de Tangerine Dream.
- Zaglossus attenboroughi — David Attenborough (encore)
- Zappa — Frank Zappa. Ed Murdy, qui a renommé le genre, a dit : « J'aime sa musique. »[1],[15]